# Mimi Maura
Midnerely Acevedo (19 februari 1972, Santurce, Puerto Rico), beter bekend als Mimi Maura, is een Puertoricaans-Argentijnse zangeres die ska en reggae met latin vermengt.  

## Biografie

### 1972-97: Puerto Rico
Acevedo is de dochter van singer-songwriter Mike Acevedo; ze groeide op in Chicago, Mexico-Stad en San Juan. Op 14-jarige leeftijd richtte ze met haar broer de Spaanstalige heavymetalband Rencon op; daarnaast studeerde ze aan de kunstacademie. 
Op haar twintigste werd Acevedo zangeres van de meidenskaband Alarma waarmee ze onder meer in New York en Los Angeles optrad en voor de Argentijnse formatie Los Fabulosos Cadillacs (een verwijzing naar The Fabulous Thunderbirds) opwarmde.  

### 1998-heden: Argentinië
Acevedo kreeg een relatie met saxofonist Sergio Rotman en verhuisde naar Buenos Aires.  Ze zong in Rotman's punkband Cienfuegos en nam met de Cadillacs het nummer Calaveras y Diablitos op. In 1998, het jaar waarin haar zoon Leroy werd geboren, nam ze de artiestennaam Mimi Maura aan. Bijgestaan door een band met diverse Fab Cads bouwde ze een repertoire op van latin- en reggaenummers (zowel covers als eigen materiaal) die op haar eigen platenlabel Canary werden uitgebracht. 
Acevedo werd een van de grootste liveartiesten van Latijns-Amerika. In de zomer van 2005 toerde ze door Spanje, Frankrijk en Duitsland; het concert dat ze 29 juli in Berlijn gaf werd live uitgezonden op de radiozender Multikulti.   
In september 2008 verscheen de live-dvd Dulce Suenos.  
Naast haar optredens als Mimi Maura is Acevedo ook achtergrondzangeres in Rotman's band Siempreterno en was ze te gast bij Dancing Mood, de latin-ska bigband van haar trompettist Hugo Lobo.
Ter gelegenheid van het 15-jarig jubileum verscheen in 2014 de live-registratie En Vivo En Niceto Club: 15 Años. Een nieuw studio-album, Kiseki, volgde in 2015.
Op 7 november 2016 gaf Mimi Maura een concert in Londen; vlak daarna verscheen de cd Stormy waarop ze samen met de band Los Aggrotones soulnummers in een rocksteady-jasje stak. Het titelnummer, oorspronkelijk van Classics IV, is eerder gecoverd door Santana.
In 2017 gaf Mimi Maura een concert op het Japanse Fujirock-festival.
In 2019 vierde Mimi Maura het 20-jarig jubileum.